# Maorská vlajka

Maorská vlajka
Poměr stran: 5:9

Maorská vlajka, v maorštině označovaná i jako „Tino rangatiratanga“ (česky Maorská nezávislost), je symbolem národa Maorů, původních obyvatel Nového Zélandu. Vlajka se vyvěšuje společně s novozélandskou vlajkou především o státním svátku Waitangi Day.
Vlajka není popsatelná existující vexilologickou terminologií. Tvoří ji list (poměr stran nebyl zřejmě určen, ale užívá se asi 1:2, stejně jako na novozélandské vlajce) s černo-bílo-červeným symbolem „koru“, rozvinujícím se ze žerďové poloviny do tří pruhů různých šířek v žerďovém i vlajícím okraji (~1:1:4 u žerďového a ~4:1:1 u vlajícího okraje, rozměry ale nejsou přesně stanoveny).

## Symbolika
Symbol „Koru“, rozvinující se vějířovitý tvar, symbolizuje otvírání se nového života, znovuzrození, nepřetržitost bytí, příslib obnovy a víru v budoucnost. Uspořádání barev v symbolu představuje rovnováhu přírodních sil.
Černá barva na vlajce představuje „Te Korekore“ (říše potencionálního bytí), bílá „Te Ao Marama“ (říše bytí a světla) a červená „Te Whei Ao“ (říše počátku bytí). Černá symbolizuje také dlouhou temnotu od stvoření světa, nebe, mužský prvek, pasivitu a beztvarost; bílá symbolizuje svět kolem nás, čistotu, harmonii, osvícenost a rovnováhu; červená ženský prvek, aktivitu, vyzařování, jih, pád, vznik, les, zemi a těhotenství. Červená barva je také symbolem „Papatuanuku“, Matky-Země, která je oporou živých bytostí a je barvou hlíny, z níž byla vytvořena první lidská bytost.

## Historie
6. února 1840 přijali Maorové smlouvu z Waitangi, která uznala maorské vlastnictví země a dala Maorům práva britských poddaných. Od roku 1974 je na Novém Zélandu tento den připomínán jako státní svátek Waitangi Day.
Roku 1989 schválila novozélandská vláda příspěvek 20 milionů dolarů na oslavy 150. výročí této smlouvy. Při této příležitosti navrhla maorská organizace Te Kawariki uspořádat veřejnou soutěž na podobu maorské národni vlajky. Inspirací byla popularita aboridžinské vlajky (Austrálci) na Hrách Commonwealthu v Brisbane roku 1992.
Návrhy ze soutěže vyhlašovatele neuspokojily, obrátili se proto na maorské výtvarníky. Vybrán byl společný návrh maorských výtvarnic (Linda Munnová, Hirana Marsdenová a Jane Dobson Smithová). V předvečer státního svátku Waitangi Day roku 1990 byly vlajky poprvé vyvěšeny.
Od roku 1999 byla Maory označována jako „Tino rangatiratanga“ (Maorská nezávislost). V roce 2009 se konalo referendum o maorské vlajce, přes 80 % účastníků referenda zvolilo vlajku z roku 1989 za svůj symbol. 14. prosince 2009 rozhodla vláda o vyvěšení maorských vlajek o svátku Waitangi Day na mostě v Aucklandu a na významných státních budovách. Vlajky tak poprvé oficiálné zavlály 6. února 2010 na důležitých budovách Nového Zélandu, při příležitosti 170. výročí podepsání smlouvy.